# Ernest Fradette
Ernest Fradette, né à Saint-Raphaël (Québec) le 5 août 1923 et décédé dans la même localité le 6 novembre 2005, est un conteur québécois. Sa contribution au paysage culturel a mené au renouveau du conte au Québec.

## Biographie
Benjamin d’une famille de quatorze enfants, Ernest Fradette naît le 5 août 1923. Fils de Cléophas Fradet (1878-1953), cultivateur, et de Délina Roy (1880-1968), il commence à raconter des récits traditionnels sur le lit de mort de son père en novembre 1953 aux fins d’enregistrements audio réalisés par Luc Lacourcière, fondateur des Archives de folklore de l’Université Laval (AFEUL).
En mai 1954, Lacourcière revient à Saint-Raphaël afin de poursuivre sa collecte de chansons et de contes populaires auprès du nouveau porteur en titre de la tradition familiale. De 1953 à 1977, le folkloriste recueillera près de 133 récits traditionnels auprès des membres de cette famille.
À partir de 1988, avec Michel Faubert, Ernest Fradette raconte ses récits auprès d’un public de plus en plus diversifié, dans le cadre de divers événements, notamment devant des classes d’étudiants à l’Université Laval et d'élèves dans des écoles de la province, sur la scène du théâtre Petit Champlain, mais aussi dans le cadre de la première édition du Festival interculturel du conte de Montréal de même qu'au Musée canadien des civilisations (Musée canadien de l'histoire) et au Musée de la civilisation (Festival Hauts-Parleurs), enfin sur les ondes de la radio CKRL et celles de la télévision de Radio-Canada. En 1995, le documentariste Léo Plamondon et l'ethnologue Normand Legault réalisent un moyen métrage sur le conteur.
Sa dernière performance publique a lieu en 2001, lors des célébrations entourant le 150e anniversaire de la Municipalité de Saint-Raphaël alors que ses concitoyens lui rendent hommage. En janvier 2004, on lui remet en main propre la carte de membre no 1 du Regroupement du conte au Québec (RCQ), ce qui en fait le premier membre honoraire.
Ernest Fradette meurt à l’âge de 82 ans, le 6 novembre 2005.